# Dolichocefalia

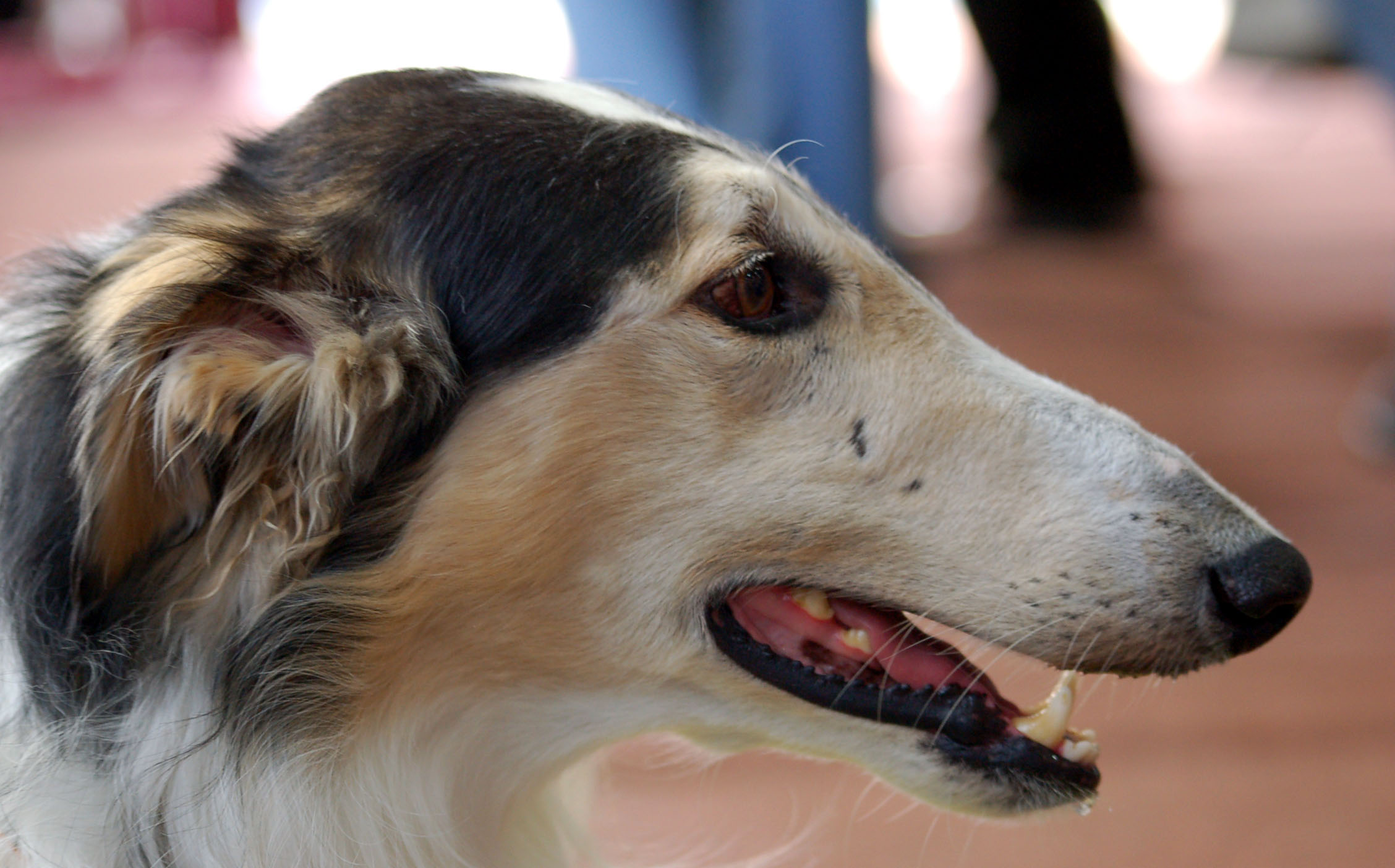
Czaszka dolichocefaliczna (chart borzoj)

Dolichocefalia, długogłowie (gr. dolichós długi + kephalḗ głowa) – cecha anatomiczna głowy (lub czaszki) zwierząt, charakteryzująca się wskaźnikiem głowowym w zakresie 60–76. Głowa takiego zwierzęcia ma o wiele większy wymiar przednio-tylny niż boczny.
Wśród zwierząt dolichocefalią charakteryzują się np. charty borzoje. Wśród ludzi czaszka dolichocefaliczna jest obecnie charakterystyczna zwłaszcza dla Buszmenów i rdzennych Australijczyków.

## Choroba
Nazwą tą określa się również wrodzone zaburzenie budowy czaszki. Występuje m.in. w takich chorobach i zespołach jak:
- homocystynuria
- zespół Blooma
- zespół Crouzona
- zespół delecji 22q13.3
- zespół Edwardsa
- zespół krętości tętnic
- zespół Lujana-Frynsa
- zespół Marfana
- zespół pierścieniowego chromosomu 18
- zespół Pradera-Williego
- zespół Sotosa
- zespół Yunisa-Varona